# Nenyaviridae
Nenyaviridae es una familia de virus ADN monocatenario que infectan protistas.
La familia fue descubierta en un estudio de metagenómica y elementos virales endógenos. Contiene cinco géneros.

## Géneros
Incluye los siguientes géneros:
- Angainorvirus
- Galvornvirus
- Mazarbulvirus
- Mithrilvirus
- Valinorvirus